# Western Ontario Junior A Hockey League
La Western Ontario Junior "A" Hockey League è una lega di livello Tier II Junior "A" dell'hockey su ghiaccio canadese attiva fra il 1968 e il 1970.
Nasce dalla Western Ontario Junior B Hockey League: i proprietari decisero di alzare il livello del campionato abbandonando il livello Junior B per salire a Junior A. In tal modo entrarono in contrasto con la federazione, l'Ontario Hockey Association, fermamente contraria. Per le due stagioni in cui la lega ebbe vita operò quindi in modo indipendente.
Dopo i playoff 1969 i campioni WOJAHL dei St. Thomas Barons, in cui giocava fra gli altri Ken Murray, si scontrarono con la squadra di Bobby Clarke, i Flin Flon Bombers della Western Canada Hockey League per determinare i campioni nazionali al di fuori della Canadian Amateur Hockey Association.  La serie di 7 incontri ebbe luogo a Flin Flon, Manitoba.  I Bombers vinsero le prime tre partite.  Nel secondo tempo della quarta partita i Barons diedero forfait, definendo troppo violento lo stile di gioco dei loro avversari.
Nel 1970 si verificò un nuovo scisma nell'hockey dell'Ontario: la Top Tier of Junior Hockey si staccò dalla OHL, che per salvare la faccia dovette riallacciarsi alla WOJHL. Ne nacque un nuovo campionato: la Southern Ontario Junior A Hockey League.

## Albo d'oro
- 1970 Chatham Maroons
- 1969 St. Thomas Barons